# Comencíolo (irmão de Focas)

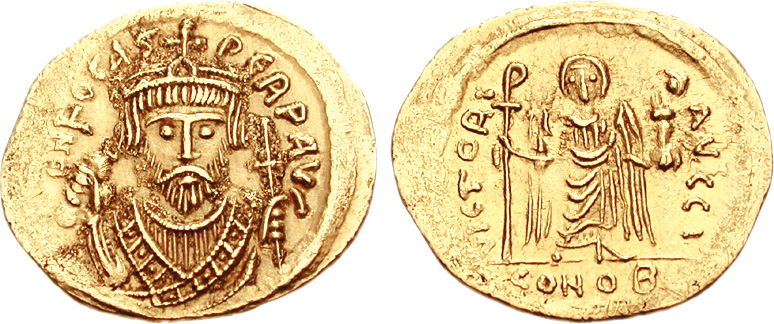
Soldo com efígie do imperador Focas r.

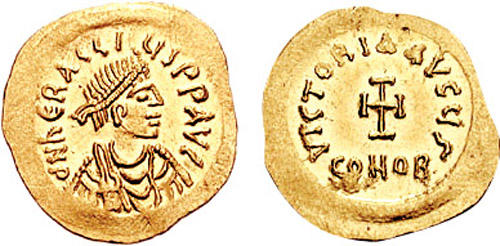
Tremisse com efígie de Heráclio r.

Comencíolo (em latim: Comentiolus; em grego: Κομεντίολος; romaniz.: Komentíolos; m. 611) era irmão do imperador bizantino Focas (r. 602–610). Patrício e mestre dos soldados do Oriente (magister militum per Orientem), foi um dos oficiais militares que lutou na prolongada Guerra bizantino-sassânida de 602-628. Quando seu irmão foi vítima dum golpe por Heráclio (r. 610–641), aquartelou-se em Ancira e planejou atacar Constantinopla. Duas embaixadas foram realizadas a mando de Heráclio, porém se recusou a entrar em acordo, inclusive capturando os emissários da segunda embaixada. No final de 610 ou começo de 611 foi morto pelo patrício ou mestre dos soldados da Armênia (magister militum per Armeniam) Justino.

## História
Nada se sabe sobre os primeiros anos da vida de Comencíolo, exceto que era filho de Domência (Domentzia), juntamente com Focas e o finado mestre dos ofícios Domencíolo (Domentziolo). Elevado pelo irmão à dignidade de patrício e ao posto de mestre dos soldados do Oriente, estava encarregado do exército bizantino no oriente que enfrentava o Império Sassânida quando Focas foi deposto e executado por Heráclio (r. 610–641) em 610. Comencíolo se recusou a reconhecer a ascensão de Heráclio e, após levar seu exército para o quartel de inverno em Ancira, planejou atacar Constantinopla e vingar a morte de seus irmãos. Heráclio perdoou seu sobrinho, o filho de Domencíolo (também chamado de Domencíolo) e enviou duas embaixadas, a primeira sob o monge Herodiano, e a segundo sob o respeitado general Filípico. Comencíolo prendeu Filípico e ameaçou executá-lo.
Segundo a Vida de Teodoro de Siceão, quando Filípico, o gloriosíssimo Eutiquiano e outros prisioneiros iam ser executados eles enviaram uma carta para Teodoro solicitando sua ajuda, porém esta não se fez necessária já que Comencíolo foi assassinado antes pelo patrício e mestre dos soldados da Armênia Justino (no final de 610 ou início de 611). A revolta, e com ela uma séria ameaça ao ainda incipiente governo de Heráclio, morreu com ele, todavia, considerando que Comencíolo atuou como um dos principais comandantes no Oriente, sua morte provocou uma defasagem nas defesas fronteiriças o que permitiu que os persas tomassem dianteira e conquistassem, em 611, Cesareia, e em 613, várias províncias orientais.